# Theodoor Hendrik van de Velde
Theodoor Hendrik van de Velde (Leeuwarden, 12 februari 1873 - nabij Locarno (vliegtuigongeval), 27 april 1937) was een Nederlands arts en gynaecoloog en directeur van het Gynaecologisch Instituut in Haarlem. Zijn boek Het volkomen huwelijk werd in 1926 gepubliceerd.
In Duitsland werd de 42e druk van Die vollkommene Ehe al in 1932 uitgebracht, hoewel het op de index stond, de lijst van verboden boeken van de Rooms-Katholieke Kerk. In protestants en socialistisch Zweden werd Det fulländade äktenskapet tot ver in de jaren 1960 beschouwd als pornografisch en ongeschikt voor jonge lezers.
Hoewel Van de Velde zich in zijn tijd een internationale reputatie verwierf, is hij tegenwoordig nagenoeg vergeten. Wilhelm Reich vermeldt Van de Velde in zijn essayistisch pamflet Rede an den kleinen Mann (1945), in 1948 in het Engels vertaald als Listen, Little Man!: "Maar wat doe jij? De seksualiteit is een kleinburgerlijke dwaling, zeg je, het komt op de economische factoren aan. En je leest Van de Velde's boek over de liefdestechniek." (Pag. 42 in Luister, kleine man, de Nederlandse vertaling uit 1971.)
In zijn roman Het leven speelt met mij (2019) citeert de Israëlische schrijver David Grossman Van de Veldes werk. In haar autobiografische roman Afhankelijkheid (1971) schrijft de Deense auteur Tove Ditlevsen dat haar man Het volkomen huwelijk is gaan lezen toen zij na de geboorte van hun dochter geen zin meer had in seks.